# Équation de Riccati
En mathématiques, une équation de Riccati est une  équation différentielle ordinaire de la forme 
{\displaystyle y'=q_{0}(x)+q_{1}(x)y+q_{2}(x)y^{2}}
où {\displaystyle q_{0}\,}, {\displaystyle q_{1}\,} et {\displaystyle q_{2}\,} sont trois fonctions, souvent choisies continues sur un intervalle commun à valeurs réelles ou complexes.
Elle porte ce nom en l'honneur de Jacopo Francesco Riccati (1676-1754) et de son fils Vincenzo Riccati (1707-1775).
Il n'existe pas, en général, de résolution par quadrature à une telle équation, mais il existe une méthode de résolution dès que l'on en connaît une solution particulière.

## Aspect historique
En 1720, Francesco Riccati présente à son ami, Giovanni Rizzetti, deux équations différentielles qu'il cherche à résoudre :
- {\displaystyle (1)\quad y'=ay^{2}+bx+cx^{2}\,} où a, b et c sont des constantes réelles ;
- {\displaystyle (2)\quad y'=ay^{2}+bx^{m}\,} où a, b et m sont des constantes réelles.

La première équation est issue de l'étude d'un mouvement plan vérifiant l'équation différentielle linéaire suivante :
{\displaystyle {\begin{pmatrix}x'\\y'\\\end{pmatrix}}={\begin{pmatrix}a&b\\c&d\\\end{pmatrix}}{\begin{pmatrix}x\\y\\\end{pmatrix}}} où x et y sont les coordonnées d'un point M en mouvement.
En s'intéressant à la pente z de la droite (OM), il prouve que z doit vérifier une équation du type (1), d'où son désir d'en étudier les solutions générales.
La seconde équation ne fut résolue que partiellement par son auteur et par les Bernoulli  (Nicolas 1er et Daniel tout particulièrement). Le fils de Francesco, Vicenzo Riccati, en développa une méthode de résolution par tractoire. Goldbach s'y attela aussi. Puis, en 1841, Liouville prouva  qu'en dehors du cas 
{\displaystyle m={\frac {(-4h)}{(2h\pm 1)}}} où h est un entier naturel,
l'équation n'est pas résoluble par quadratures.
Les équations de Riccati se généralisent ensuite à toute équation de la forme
{\displaystyle y'=q_{0}(x)+q_{1}(x)y+q_{2}(x)y^{2}}.
Pour certaines conditions sur {\displaystyle q_{0}\,}, {\displaystyle q_{1}\,}, {\displaystyle q_{2}\,}, l'équation est résoluble par quadrature. Grâce au théorème de Cauchy-Lipschitz, on prouve que, si {\displaystyle q_{0}\,}, {\displaystyle q_{1}\,} et {\displaystyle q_{2}\,} sont des fonctions continues, alors il existe des solutions à l'équation de Riccati. Enfin on démontre que, si l'on en connaît une solution particulière, une équation de Riccati se ramène par changement de variable à une équation de Bernoulli.

## Équation différentielle ordinaire d'ordre 2 équivalente
L'équation différentielle non-linéaire de Riccati peut toujours être reformulée en une équation différentielle linéaire Ordinaire (EDO). Si
{\displaystyle y'=q_{0}(x)+q_{1}(x)y+q_{2}(x)y^{2}\!}
avec {\displaystyle q_{2}} non nulle et dérivable, alors {\displaystyle v=yq_{2}} vérifie l'équation de Riccati de la forme
{\displaystyle v'=v^{2}+R(x)v+S(x),\!}
où {\displaystyle S=q_{2}q_{0}} et {\displaystyle R=q_{1}+{\frac {q_{2}'}{q_{2}}}}.
En effet,
{\displaystyle v'=(yq_{2})'=y'q_{2}+yq_{2}'=(q_{0}+q_{1}y+q_{2}y^{2})q_{2}+v{\frac {q_{2}'}{q_{2}}}=q_{0}q_{2}+\left(q_{1}+{\frac {q_{2}'}{q_{2}}}\right)v+v^{2}.\!}
En substituant {\displaystyle v=-u'/u}, il suit que {\displaystyle u} vérifie l'EDO linéaire d'ordre 2
{\displaystyle u''-R(x)u'+S(x)u=0\!}
puisque
{\displaystyle v'=-(u'/u)'=-(u''/u)+(u'/u)^{2}=-(u''/u)+v^{2}\!}
de sorte que
{\displaystyle u''/u=v^{2}-v'=-S-Rv=-S+Ru'/u\!}
et ainsi
{\displaystyle u''-Ru'+Su=0.\!}
Une solution de cette équation mène à une solution {\displaystyle y=-u'/(q_{2}u)} de l'équation de Riccati initiale.

## Résolution connaissant une solution particulière
S'il est possible de trouver une solution {\displaystyle \,y_{1}}, alors la solution générale est de la forme
{\displaystyle y=y_{1}+u\,}.
En remplaçant
{\displaystyle y\,} par {\displaystyle y_{1}+u\,}
dans l'équation de Riccati, on obtient :
{\displaystyle y_{1}'+u'=q_{0}+q_{1}(y_{1}+u)+q_{2}(y_{1}+u)^{2}\,,}
et comme
{\displaystyle y_{1}'=q_{0}+q_{1}y_{1}+q_{2}y_{1}^{2}\,,}
on a :
{\displaystyle u'=q_{1}u+2q_{2}y_{1}u+q_{2}u^{2}\,.}
Or
{\displaystyle u'-(q_{1}+2q_{2}y_{1})u=q_{2}u^{2}\,}
est une  équation de Bernoulli. La substitution nécessaire à la résolution de cette équation de Bernoulli est alors :
{\displaystyle z=u^{1-2}={\frac {1}{u}}}.
Elle conduit à  l'équation linéaire :
{\displaystyle z'+(q_{1}+2q_{2}y_{1})z=-q_{2}\,}.
La solution générale de l'équation de Riccati est alors donnée par : 
{\displaystyle y=y_{1}+{\frac {1}{z}}}
où z est la solution générale de l'équation linéaire citée ci-dessus.

## Champs d'utilisation
On rencontre des équations de Riccati en physique quantique dans des problèmes portant sur l'équation de Schrödinger, dans l'équation des ondes, en filtrage optimal (filtre de Kalman), en commande optimale linéaire quadratique, en commande LQG, ou bien encore dans l'équation de la propagation de la chaleur en régime sinusoïdal. Dans ces cas-là, la fonction {\displaystyle q_{1}} est à valeurs complexes.
On les rencontre également en mathématiques financières, notamment dans le cadre du modèle de Heston et dans des problèmes portant sur la modélisation des taux d'intérêt (par exemple le modèle Cox-Ingersoll-Ross).